# Waar
Waar ist eine Hofschaft in Radevormwald im Oberbergischen Kreis im nordrhein-westfälischen Regierungsbezirk Köln in Deutschland.

## Lage und Beschreibung
Waar liegt im Osten von Radevormwald in der Nähe der Stadtgrenze zu Halver. Die Nachbarorte heißen Neuenhaus, Im Busch, Oberschmittensiepen, Klaukenburg und Winklenburg.
In der Hofschaft entspringt ein Nebengewässer des in die Ennepetalsperre mündenden Borbachs.
Waar gehört zum Radevormwalder Wahlbezirk 180 und zum Stimmbezirk 182.

## Geschichte
Erstmals genannt wird Waar 1433 beziehungsweise 1434. Anlässlich der Benennung von „Kriegsschäden durch Verwüstungen der Truppen des Kölner Erzbischofes Dietrich von Moers“ wird der Ort mit „Warden“ bezeichnet.